# Municipio de Manzanillo
El municipio de Manzanillo es un municipio del estado mexicano de Colima. Se localiza entre los 103º59' a 104º44' de longitud oeste (114°44' Isla Clarión) y a los 18º53' a 19.º 18' latitud norte, con altura aproximada de 4 m s. n. m.
Manzanillo fue el tercer puerto que crearon los españoles en el Pacífico y en el desarrollo de su historia se encuentran hechos y personajes muy importantes. Es así como encontramos que el 30 de octubre de 1533, Hernando de Grijalva, zarpa del puerto de Santiago en los bergantines "San Lorenzo", descubriendo el archipiélago de Revillagigedo; el piloto era Martín de Acosta, que se había separado en el bergantín "La Concepción", que capitaneaba Diego Becerra de Mendoza. Un hecho primordial para el desarrollo de todo el estado es el sucedido en 1569, cuando Álvaro Mendaña, al regreso de su viaje a las islas Salomón llega a Santiago, se reabastece y regala a los pobladores la palma de coco, quienes empiezan a explotar su potencial, aumentando su productividad con la llegada de esclavos chinos, quienes trajeron conocimientos novedosos para los colimenses, aun cuando su llegada fue como esclavos.

## Toponimia
A Manzanillo le impusieron ese nombre los españoles, ya que cuando llegaron a esta costa, encontraron muchos árboles de manzanilla (Ippomane mancinella), que es un árbol euforbiácea, de fruto venenoso y que cuando se está mucho tiempo cerca de ella produce urticaria; así, al ver la gran cantidad de árboles que había en esta zona y ante la necesidad de bautizar el lugar, los españoles decidieron ponerle Manzanillo; sin embargo, en lengua náhuatl, el nombre de Manzanillo es Cozcatlán, de Cozcatl (collar o gargantilla) y Tlan (lugar), que significa "Lugar de joyas, collares, gargantillas" o también "Donde se hacen collares"; a juzgar por los hallazgos arqueológicos de la región. De hecho, se decía que Salagua era proveedor de perlas o joyas a los mexicas durante el siglo XV hasta la llegada de los españoles (Brust, 1993).
De aquella frase que describe a Colima como “Mar y palmeras al pie del volcán”, a Manzanillo le toca únicamente la parte del mar y de las palmeras, porque del volcán sólo se alcanza a ver una ínfima parte de su pico desde el Cerro del Toro (el más alto de Manzanillo). Lo que sí abunda en el municipio son las palmas, que se mecen al compás del viento proveniente del océano Pacífico; éste baña sus dos bahías, Manzanillo y Santiago, cubiertas por arena negra debido, precisamente, a su origen volcánico.

## Historia
De la historia de Manzanillo hay mucho qué contar; se sabe que una actividad importante para los grupos prehispánicos asentados en Manzanillo fue trabajar la cerámica, la elaboración de figuras y los talleres de concha y caracol para la manufactura de collares; esto permite suponer que existían buzos que recolectaban perlas para esta actividad, principalmente en el antiguo puerto de Salagua, en donde se estableció, en la época prehispánica, un grupo indígena en un pueblo llamado Tzalahua.
En 1522, el capitán Gonzalo de Sandoval llega hasta el puerto de Salahua, donde recorre y explora el litoral, pero es hasta el 24 de julio de 1527 cuando Álvaro Saavedra Cerón, reconoce y explora por primera vez las bahías de Manzanillo. En la época colonial, Manzanillo se constituyó un importante centro naval, pues aquí se construyeron los navíos que salieron en la expedición mandada por Hernán Cortés con destino al mar de Bermejo, buscando la conquista de las Californias, en 1531; además, fue punto de partida de numerosas expediciones marítimas por el océano Pacífico y a él arribaba la Nao de China, procedente de Filipinas, con su valiosa carga de productos orientales.

### Colonización española
- En 1522, las fuerzas de Hernán Cortés que habían vencido a los mexicas en Tenochtitlán se encontraban en busca de nuevas riquezas en el Pacífico, motivo por el cual descubrieron la que llamaron la "Bahía de Buena Esperanza". Sus fuerzas desembarcaron en la Playa La Audiencia, entre los que se encointraba el capitán Gonzalo de Sandoval, uno de los marinos de mayor confianza de Cortés, pues este mismo fue quien fuera el primero en lograr derrotar a las fuerzas del Rey Colimán.
- En 1527 es renombrado por Pedro de Fuentes de las fuerzas de Álvaro de Saavedra Cerón como "Puerto de Santiago de la Buena Esperanza" en honor a la deidad hispana Santo Domingo. Ya desde entonces, la bahía fue considerada como un lugar seguro e idóneo para construir y embarcar a los barcos.
- El bergantín “Espíritu Santo” fue el primer navío español que exploró las costas del estado de Colima. Luego de los primeros reconocimientos efectuador por el bergantín, se ordenó a tres barcos fabricados por órdenes del propio Hernán Cortés la tarea de reconocer de nueva cuenta los alrededores de la Bahía. Álvaro de Saavedra Cerón, quien era primo de Cortés, se encontraba en el puerto de Zacatula, Michoacán desde mediados de 1527 con el fin de embarcarse y emprender un largo viaje a las Molucas ya que la flota de Frey García Jofré de Loaysa zarpó de La Coruña el 14 de julio de 1525 en búsqueda de descubrir un camino para las islas de la Especiería y al no tener noticias la Corona española de su armada, ni de la de Sebastián Caboto, se ordenó que se trátara de dar con su paradero.
- El bergantín español al mando del Capitán Pedro de Fuentes salió de Zacatula el 14 de julio de 1527 con dirección al oeste, y luego de recorrer la costa michoacana donde reconoció Cabo Motín pasó por el litoral colimense, descubriendo una bahía a la que nombraron Santiago, por haber sido descubierta en a víspera de Santo Santiago el 24 de julio de 1527. Las fuerzas españolas de Diego Hurtado de Mendoza y Melchor Fernández zarparon el 30 de mayo de 1532 de Acapulco al mando de los buques San Miguel y San Marcos. Esta sería la flota que descubriría las Islas Marías, así como el puerto de Aguatán, o de Navidad en Colima, donde se hicieron de alimentos y agua. Hurtado de Mendoza y muchos tripulantes de su flota, murieron a manos de los indígenas de Jalisco y Sonora.
- En 1533, al no tenerse noticias sobre el paradero de las naves de Hurtado de Mendoza, y para dar auxilio a este si aun era vivo, envió Don Hernán Cortés una nueva expedición por las costas del Pacífico. Del puerto de Santiago del Mar del Sur, costas de Tehuantepec, donde Cortés en persona vigilaba el trabajo de los astilleros, el 30 de octubre de ese año salió dicha expedición que constaba de dos navíos comandados por Diego Becerra de Mendoza. En la capitana, La Concepción, iban Becerra de Mendoza y su piloto mayor, Fortún Ximénez, llevando consigo tres frailes franciscanos; y en el San Lázaro, el Capitán Hernando de Grijalva, y el piloto Martín de Acosta. Le Concepción acabaría también trágicamente, primero amotinados sus tripulantes en contra de Becerra, a quien mataron, luego desembarcando los frailes en Michoacán, más tarde muriendo la mayoría de los sobrevivientes a manos de los indios de Baja California, y cayendo finalmente la nave en manos de Nuño de Gizmán, enemigo mortal d Cortés, al zozobrar en las playas de Matanchel, en Nueva Galicia. El segundo barco, El San Lázaro, descubriría las Islas Revillagigedo, bautizando a la que hoy se llama del Socorro, como Isla de Santo Tomás.
- En 1536, Don Hernán Cortés, personalmente, y al mando de la armada con que fue a rescatar los barcos de Diego Becerra, tocó el puerto de Aguatán, en Colima, donde se avitualló con lo necesario para continuar su viaje hacia Tehuantepec.
- En 1539, Francisco de Ulloa, al mando de los barcos Santa Águeda, Santo Tomás y La Trinidad, pasó por el puerto de Santiago de Buena Esperanza, a donde llegó a avituallarse, en su largo viaje de reconocimiento de la costa noroccidental de la Nueva España, hasta el golfo de California o mar Bermejo. Tras estas navegaciones preliminarse, que tocaron los puertos de Colima, siguieron muchas otras que les señalaron principalmente como lugares de escala, abrigo, escondrijo, y muy honrosamente como parajes de aprovisionamiento de víveres, leña y aguada, por lo cual durante varios siglos de visita fue caso obligada para quienes navegaban “a longo” de las costas occidentales de la Nueva España.

|  |  |  |

- 1540. Hernando de Alarcón, viajando desde Acapulco a las Californias en las naves San Pedro y Santa Catalina, toca el puerto de Santiago, en el mes de mayo, y a su regreso ocurrido entre octubre y noviembre del mismo año, vuelve a anclar en dicho paraje.
- 1540. Pedro de Alvarado, con una flota formada de nueve navíos de alto bordo, una galera y una fusta, trayendo entre sus capitanes a Juan Rodríguez Cabrillo, Andrés de Urdaneta y Juan Fernández Ladrillero, en su recorrido del puerto de Iztapa, (Guatemala), a Xalisco, preparando su frustrada expedición a las Islas del Poniente, toca los puertos colimenses de San Buenaventura (Santiago) y Navidad, en el mes de octubre, anclando en este último puerto los once barcos de su flota.
- 1552. El Licenciado Lorenzo Lebrón de Quiñónez, visitador de la Nueva España, visita los puertos colimenses de la Navidad y Santiago. De este último dice lo siguiente en su famosa Relación Breve y Sumaria: “... Está a nueve leguas de la Navidad y este puerto no se sigue por ser desabrigado y al sur....”.
- 1560. Juan Fernández Ladrillero, Baltasar Rodríguez y Andrés Toscano, vecinos de la Villa de Colima, inician la pesquería de perlas, “ostiales”, y peces marinos en aguas del puerto de San Juan de Salagua, y se generaliza en la Nueva España el nombre de Salagua como propio de este puerto de Colima.
- 1563-1564. Toda la zona o comarca cercana a los puertos de Navidad y Salagua (Colima, Autlán, Ameca, Zapotlán, Amula, Tuspa, Tamazula, Guadalajara, Pueblos de Avalos, etc.) vive intensamente bajo la influencia de actividades conectadas con la construcción de navíos para el viaje a las Filipinas. Según informaciones fidedignas levantadas en la Villa de Colima, en el año de 1612, en los pueblos de Tecuxuacan y Marabasco pertenecientes a Colima, fabricáronse varias piezas de una de las carabelas que llevó Legaspi a las Islas del Poniente, armándose dicho barco en el puerto de Salagua.
- 1569. Las naves Los Reyes y Todos los Santos, comandadas por Álvaro de Mendaña, que saliera del Callao (Perú), en 1567, a explorar la Mar del Sur, tras descubrir las Islas Salomón, cruzan el Pacífico hasta California, desde donde costeando el continente regresan a Perú, tocando en su recorrido el puerto de Salagua. Las naves del famoso Álvaro Mendaña de Neira anclaron en Salagua el 22 de enero de 1569, durando surtas en dicho puerto hasta el 2 de marzo de dicho año, dejando como tesoro para Colima la semilla de la palma de cocos, cuyo cultivo e industria influyeron desde entonces prominentemente en la agricultura y economía colimenses.
- 1579. Sir Francis Drake,  notable en la historia de la piratería inglesa, tras cruzar el Estrecho de Magallanes en su legendario navío el Golden Hind, navegando por el Pacífico hacia el norte, haciendo sus acostumbradas depredaciones y herejías, visitó el puerto de Salagua en el mes de mayo.
- 1584. Francisco Gali, que del puerto de Acapulco salió para las Filipinas y Macao en el mes de marzo de 1582, a su retorno ocurrido en el otoño de 1584, costeó el litoral colimense visitando Salagua.
- 1587. Thomas Cavendish, famoso pirata “luterano”, hereje y sacrílego, a las órdenes de Inglaterra, que con dos naos a su mando merodeó por las costas del Mar del Sur quemando varios astilleros de los puertos de la Nueva España y capturó la nao Santa Ana o galeón de Manila, cerca de Cabo San Lucas; durante el mes de agosto escogió el puerto de Salagua como escondrijo, causando con ello gran sobresalto e inquietud en todos los habitantes de las costas de Colima, Michoacán y Xalisco. La nao capitana llamábase “Desire”. Según declaraciones de españoles vecinos de Colima y Jalisco que vieron el “Desire” en tal ocasión dicen que era un navío de más de trescientas toneladas “.... y que las armas que venían en el navío del General eran dos leones y dos flores de lis, y cinco palos atravesados, y el Mundo en la mano....”.
- 1596. Sebastián Vizcaíno, comisionado por la Compañía Pescadora de Perlas y colonizadora de Las Californias,  arma una expedición que saliendo de Acapulco en junio con tres navíos detúvose en Salagua a recoger un contingente de soldados y aventureros que, desde México, iban a embarcar en dicho puerto. Algunos de estos soldados venían al mando del Capitán Fernando de Gálvez de Barrionuevo, a si paso por Colima desertaron de la contratación y se avecindaron en la villa colimense.
- 1600. Don Gaspar de Zúñiga y Acevedo, virrey de la Nueva España, envió al alcalde mayor de Colima una carta con la recomendación siguiente: “...guardareis esta carta y tendréis a buen recabdo hasta dársela a Don Juan de Velasco, General de la Armada del Perú; y si acertara a pasar por ay, ventrais en un barco hasta dársela en sus propias manos, y dello tomareis recibo...” La armada del Perú, que desde el Callao hasta las Californias patrullaba las costas del Mar del Sur en guarda del Galeón de Filipinas, recibía siempre socorro oportuno y avituallamiento por parte de los colimenses, a su paso por Salagua. En esta ocasión (1600) don Juan de Velasco murió en altamar, haciéndose cargo como General de la Armada el Almirante Hernando de Lugones, a quien se le hizo entrega de la carta del Virrey y se le atendió como de costumbre.
- 1602. Sebastián Vizcaíno, comisionado nuevamente por la Compañía pesquera de las Californias, arma nueva flota de tres barcos llamados San Diego, Santo Tomás y Tres Reyes, la cual en mayo 5 zarpó de Acapulco hacia las Californias. En esta expedición fructífera para la geografía colimense, acompañó a Vizcaíno el cosmógrafo mayor Jerónimo Martín Palacios, el cual fue fijando magistralmente el derrotero desde Acapulco al Cabo Mendocino. Pedro Fernández de Quiroz, habiendo salido del Callao, Perú, en dos navíos en 1605, después de explorar las Nuevas Hébridas cruzó el Pacífico en la capitana San Pedro hasta las costas de California, siguiendo de allí como lo hiciera Álvaro de Mendaña en 1569 hasta Perú a lo largo de las costas occidentales de las Américas. Varios soldados de Fernández de Quiroz que en diciembre llegaron a Salagua como náufragos, pasáronse a la villa de Colima, donde al considerarlos forasteros indeseables, el alcalde ordinario Diego Mejía de la Torre dictó auto sentenciándolos a 48 horas para abandonar la provincia colimense, por lo cual uno de los marinos llamado Luis Belmonte pidió no los tratasen como facinerosos, pues eran “...soldados entretenidos de la Armada que fue al nuevo descubrimiento por orden de su Majestad, de las tierras incógnitas de la parte del austro, del cargo de Fernández de Quiroz, capitán y cabo de la dicha armada, que venimos pocos días ha, derrotados y tomamos puerto en esta provincia y quedamos en tierra por enfermedades y otras causas legítimas.....”, visto lo cual el alcalde ordinario les prorrogó el plazo hasta “después de la pascua de los reyes del año que viene de mil e seiscientos y siete”.
- 1615. El pirata holandés Joris van Speilbergen, que con seis navíos en corso merodeaba por el Mar del Sur en busca del galeón de Filipinas, habiendo apresado el 26 de octubre frente a las costas de Zacatula un barco cargado de perlas y pescado, de la Compañía pesquera de Tomás Cardona, que de las Californias volvía al puerto de Acapulco, hizo un desembarco en Salagua el día 11 de noviembre en demanda de bastimentos, agua y leña. Como las autoridades de la Nueva España temieran mayores daños del pirata enemigo, una bien organizada defensa de Salagua comandada por el General Sebastián Vizcaíno logró evitar que Spilbergen consumara su propósito, trabándose entre piratas y soldados un violento y nutrido tiroteo en el que hubo muertos de ambos bandos, huyendo los de Spilbergen a sus barcos, sorprendidos ciertamente ante la resolución y eficacia de los defensores de Salagua.  Los cuerpos de los muertos en esta acción fueron sepultados en el pueblo de Salagua.
- 1624-1625. Toda la costa colimense hasta la villa de Colima se inquieta y atemoriza ante la amenaza de la gran flota neerlandesa de “Nassau”, considerada pirata, comandada por Gheen Huygen Schapenham y Julius Wilhelm van Verschoor,  que había saqueado el puerto de Acapulco y merodeaban por el litoral colimense en busca de la nao de Filipinas.
- 1685. Durante los meses de noviembre y diciembre de este años, William Dampier (navegante, bucanero, naturalista y escritor inglés), que en unión de otros famosos piratas de diferentes nacionalidades recorría las costas de la Nueva España navegando por el Mar del Sur en acecho del galeón de Filipinas, amenazó peligrosamente toda la zona colimense haciendo varios desembarcos tratando de localizar la villa de Colima, afortunadamente sin hallarla, salvándose así Colima de sufrir un ataque directo de los piratas que de seguro habríanla incendiado y robado como era costumbre.
- 1700. Por este años iníciase el cambio en la designación del puerto de Salagua, de “Salagua Santiago”, como era costumbre, a Salagua –Manzanillo, adquiriéndose poco a poco preeminencia el segundo término sobre el primero hasta quedar, ya a principios del siglo XIX sólo Manzanillo como denominador general de la gran bahía colimense.
- De 1700 en adelante se caracteriza la vida del puerto de Salagua por un abandono casi completo, despertando de cuando en vez su letargo ante la presencia del Galeón de Manila, a su paso para Acapulco, o la visita de una que otra “vela” amiga o enemiga, que no constituía ciertamente un motivo de actividad portuaria, comercial o militar de importancia. De estos años hasta la Independencia de México son dignas de mencionarse las visitas de Dampier (1704), que nuevamente incursionó por el Mar del Sur amenazando la nao de Filipinas; Edward Cookw, Rogers y Courtney, piratas ingleses (1709), George Shelvocke, pirata inglés (1721); George Anson (Lord Anson) y Richard Norris, piratas ingleses (1742).
- En 1749 los tripulantes de un navío holandés que recorría la costa de Colima, hicieron un desembarco en las salinas del Guayabal, siendo aprehendidos el teniente, el capellán y el escribano de ese barco por la guarnición española de las costas colimenses, remitiéndolos a México.

Nota: Este texto forma parte del trabajo que sobre los puertos de Colima publicó en 1974 el historiador colimense Felipe Sevilla del Río.

## Geografía

### Extensión
La superficie del municipio es de 1,337.83 km ². Su distancia de la capital es de 73 km por lo que Manzanillo constituye aproximadamente una cuarta parte del territorio del estado de Colima.
- Archipiélago de Revillagigedo

El archipiélago de Revillagigedo forma parte del territorio del estado de Colima desde 1861 y está formado por las islas de: Socorro, San Benedicto, Clarión y Roca Partida, las cuales pertenecen al municipio de Manzanillo y se encuentran bajo jurisdicción federal.

### Hidrografía
Ríos
El río más importante es el Cihuatlán, Chacala, Marabasco o Paticajo (recibe estos nombres) que desemboca en la laguna del Puerto Navidad y sirve de límite con el Estado de Jalisco.
Nace en el municipio de Autlán, su cuenca tiene una superficie de 793.3 km² y una descarga media anual de 978 millones de metros cúbicos, recorre desde su nacimiento 123 kilómetros, sus afluentes son los ríos de Ayotitlán, Paticajo, El Carrizo o San José y El Cacao, forma esteros como el de Potrero Grande.
Arroyos
La Lima, Don Tomás, Chandiablo, Punta de Agua, El Limoncito, Las Juntas, El Salto, La Rosa, Canoas.
Lagunas
Cuyutlán, San Pedrito, Valle de las Garzas, Miramar, Potrero Grande, Achiutes.

## Infraestructura y comunicaciones

### Servicios Públicos
El municipio cuenta con todos los servicios públicos que está obligado a proporcionarle a sus habitantes; sin embargo, estos no benefician o impactan de igual manera a la población si consideramos las diferencias sociales que confluyen en todo el municipio. Un servicio que no funciona como debería, a pesar de la infraestructura con que cuenta, es el de la salud, pues a pesar de la presencia de la Secretaría de Salud, el Instituto Mexicano del Seguro Social, la Secretaría de Marina y el ISSSTE, la realidad nos dice que este no es suficiente, ya que la población se incrementa 3.1% anualmente y los requerimientos de servicios públicos se incrementa en la misma o en mayor proporción.

### Medios y Vías de Comunicación
El municipio se encuentra bien comunicado por la red de carreteras; los principales ejes carreteros son: Colima-Manzanillo (4 carriles, vías de cuota y de libre acceso), Manzanillo-Puerto Vallarta, Manzanillo-Minatitlán, Ramal-Aeropuerto, Cuyutlán-Manzanillo y Libramiento-Colomos-Tapeixtles, que comunican a Manzanillo con todo el estado y el país, para el intercambio comercial por vía terrestre que se da en el puerto; además, está el Aeropuerto Internacional “Playa de Oro”, inaugurado en 1972, que es el más importante del estado por su alcance nacional e internacional.

## Patrimonio

### Material
1.- Museo de Arqueología (de la Universidad de Colima). Sitio que puede ser visitado por todo tipo de público. Está ubicado en la popular colonia de San Pedrito; en este lugar se pueden encontrar, como parte de su acervo, esculturas, herramientas o utensilios que los antiguos habitantes de Manzanillo utilizaban en su vida diaria; además, en este espacio se realizan conciertos y en la sala de exposiciones, se organizan muestras pictóricas y escultóricas de gran calidad que atraen a chicos y a grandes; además, a un costado de este museo se encuentra el Polideportivo de la Universidad de Colima, que es otro de los lugares preferidos por los jóvenes manzanillenses para hacer deporte.
2.- El centro de Manzanillo. También es un lugar para la recreación; la biblioteca municipal se ubica en esta área y aunque resultó dañada por el temblor del 2003, el servicio no se ha detenido; contiene un acervo importante de libros para todas las edades y gustos; existe un área de computadoras y se imparten cursos en áreas como la lectura y la computación. En la parte del centro, es normal encontrar a jóvenes en grupo, pareja o solos paseando por la calle principal del puerto (calle México), atraídos por la diversidad de negocios que existen en este lugar; además, presencian conciertos o concursos en el jardín principal y en el malecón o simplemente descansan en las bancas, tomándose una nieve, observando a las palomas o a las personas que les gusta pintar cerámica en el jardín.
3.- El malecón del Espíritu Santo. Es un lugar localizado en la entrada al centro de Manzanillo; ahí se realizan una gran variedad de eventos interesantes para jóvenes como conciertos, partidos de fútbol, concursos e incluso eventos políticos; en la cancha que está al inicio del malecón, se reúnen jóvenes a practicar con sus patines o patinetas. La mayoría de ellos portan atuendos peculiares que denotan, de alguna manera, al sector social del que provienen, no hay mucha discriminación en Manzanillo.
Otras actividades que les gusta realizar a los jovenés son. Participar y organizar competencias como ralys, bici-paseos, torneos deportivos, les agrada subir al cerro de la cruz, cerro del toro y la punta de la casa abandonada, pintar cerámica, desfiles de moda, encuentros de grupos de luz y sonido, entre otras actividades que los pueden mantener alejados de problemas.

### Cultural
Como parte de la cultura popular, es relevante mencionar las artesanías que aquí se elaboran; éstas son: los bordados en tela, la pedrería en collares, las conchas y los caracoles, como lo más representativo del puerto; mientras que en la parte gastronómica se tiene lo siguiente: el ceviche “Manzanillo”, caldillo de pescado, sopa de mariscos, pulpo loco, pulpo borracho, salpicón, pozole (guisado o seco), sope gordo (de costilla y pata), birria, taco de pescado, cazuela de mariscos, pescado ariado o bigotona, ostión a la talla, ostiones al whisky y gratinados, entre una extensa variedad de platillos marineros.
- Fiestas de Mayo: se conmemora la elevación como “puerto de altura” y la elevación como ciudad al puerto de Manzanillo, realizado el 1° de mayo, así como el 8 del mismo mes se conmemora el aniversario de la entrega de terrenos del fundo legal.
- Novenario en honor de la Virgen de Guadalupe; Se celebra del 1° al 12 de diciembre, donde las mujeres y los hombres se visten con atuendos indígenas, acudiendo en peregrinación, con danzas, música y juegos pirotécnicos.
- Fiestas de El Colomo; Se celebran los aniversarios de la fundación de su ejido con concursos de canto en honor al líder agrario Homobono Llamas García, para lo cual se organizan corridas de toros y bailes.
- Fiestas de Santiago; Los habitantes de esta localidad celebran a su santo patrón el 25 de julio. En Salagua se celebra a la Señora del Rosario en octubre y fiestas ejidales.
- Fiestas de la Candelaria; Son llevadas a cabo en Camotlán de Miraflores el 2 de febrero de cada año.
- El carnaval; Actividad festiva y recreativa que puede realizarse o no, según decisión de las autoridades municipales. Cuando se efectúa, éste se celebra, al igual que en el resto de los puertos del país, antes del inicio de la cuaresma.

## Demografía
El municipio de Manzanillo cuenta con 191,031 habitantes según el Censo de Población y Vivienda de 2020 del INEGI de los cuales 95,117 son hombres y 95,914 son mujeres y por tanto es el municipio más poblado del Estado de Colima.

### Localidades
En el censo de 2020 el municipio de Manzanillo contaba con 151 localidades.
| Código INEGI      | Localidad              | Población (2020) |
| ----------------- | ---------------------- | ---------------- |
| 060070001         | Manzanillo             | 159 853          |
| 060070021         | El Colomo              | 9 664            |
| 060070044         | Jalipa                 | 2 642            |
| 060070011         | Camotlán de Miraflores | 1 986            |
| 060070094         | Venustiano Carranza    | 1 603            |
| 060070020         | La Central             | 1 544            |
| 060070058         | El Naranjo             | 1 408            |
| 060070049         | Las Juntas             | 1 048            |
| Otras localidades | Otras localidades      | 11 283           |
| Total municipal   | Total municipal        | 191 031          |

### Límites municipales
Tiene límites administrativos con los siguientes municipios y/o accidentes geográficos, según su ubicación:
| Noroeste: Cihuatlán (Jalisco)               | Norte: Cuautitlán de García Barragán (Jalisco), Minatitlán | Nordeste: Coquimatlán |
| Oeste: Cihuatlán (Jalisco), Océano Pacífico |                                                            | Este: Armería         |
|                                             | Sur: Océano Pacífico                                       | Sureste: Armería      |

## Presidentes Municipales
- (1952 - 1954): Alfredo Woodward Téllez
- (1954): Daniel Sánchez Velasco
- (1955): Felipe Guzmán Mesina
- (1956 - 1958): Javier Mata Vargas
- (1959 - 1960): Miguel Sandoval Sevilla
- (1961): Manuel Bonilla Valle
- (1962 - 1964): Benito Rincón López
- (1965 - 1967): Luís García Castillo
- (1968 - 1970): Arturo Castro Guizar
- (1971 - 1973): Ramón Navarro Hernández
- (1974 - 1976): Aquileo Díaz Virgen
- (1977 - 1979): Jorge Armando Gaytán Gudiño
- (1980 - 1982): Alberto Larios Gaytán
- (1982): Humberto Ramírez Palacios
- (1983 - 1986): Elías Zamora Verduzco
- (1986): Ramón Chulines Maldonado
- (1986 - 1988): Cecilio Lepe Bautista
- (1989 - 1991): Alejandro Meillón Sánchez
- (1992 - 1994): Porfirio Gaytán Gudiño
- (1995 - 1997): José Luís Navarrete Caudillo
- (1998 - 2000): Martha Sosa Govea
- (2000 - 2003): Rogelio Rueda Sánchez
- (2003 - 2006): Nabor Ochoa López
- (2006 - 2009): Virgilio Mendoza Amezcua
- (2009 - 2012): Nabor Ochoa López
- (2012 - 2015): Virgilio Mendoza Amezcua
- (2014 - 2015): J. Antonio Álvarez Macias

## Ciudades hermanadas
- Saint Paul, Minnesota,  Estados Unidos
- Flagstaff, Arizona,  Estados Unidos
- San Pablo (California), California  Estados Unidos[7]